# Hatanaka (cràter)

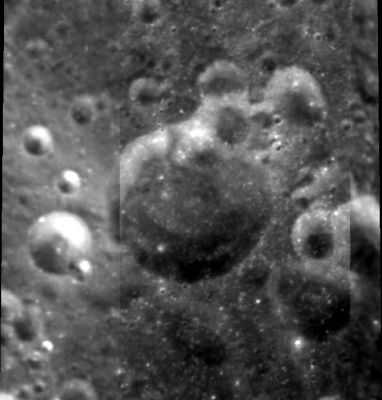
Fotografia de la missió Clementine (1994)

Hatanaka és un cràter d'impacte que es troba en la cara oculta de la Lluna, pràcticament en el límit de l'extremitat occidental, a l'oest del cràter de major grandària Leucip, i al nord-oest del cràter satèl·lit encara més gran Leucip Q. El seu nom commemora a l'astrònom japonès Takeo Hatanaka (1914 - 1963).
Es tracta d'una formació una mica erosionada, amb un parell de petits impactes que interrompen la vora nord. La paret interior té una lleugera cornisa al llarg de la cara sud, presentant en la resta del cràter un simple pendent que condueix a una plataforma interior relativament sense trets distintius. Un petit cràter apareix en la paret interna septentrional, formant part d'una catena de cràters que creua la vora en aquesta àrea.

## Cràters satèl·lit
Per convenció aquests elements s'identifiquen en els mapes lunars col·locant la lletra en el costat del punt central del cràter més proper a Hatanaka.
|          | \| Hatanaka \| Coordenades \| Diàmetre \| \| -------- \| -------------------------------------- \| -------- \| \| Q \| 26° 06′ N, 124° 12′ O / 26.1°N,124.2°O \| 20 km \| |          |
| Hatanaka | Coordenades | Diàmetre |
| Q        | 26° 06′ N, 124° 12′ O / 26.1°N,124.2°O | 20 km    |